# Енъяха
Енъяха (устар. Ен-Яха) — река в России, протекает в Ямало-Ненецком автономном округе. Впадает справа в Хадуттэ на 106 км от устья. Длина реки составляет 121 км, площадь водосборного бассейна — 1140 км². Река берёт начало у озера Енъяхато. Течёт на восток по болотистой местности, затем поворачивает на север. Через реку перекинут мост автодороги Новый Уренгой—Ямбург. В среднем и нижнем течении по реке проходит граница Надымского и Пуровского районов.

## Притоки
(указано расстояние от устья)
- 43 км: река без названия
- 62 км: Питинкаловыяха
- 63 км: Седаяха
- 76 км: Тильтияха
- 78 км: Атакайяха
- 85 км: Вынгытояха
- 88 км: Тюръяха
- Нюлеяха
- 97 км: Ходыяха
- 98 км: Алтойяха
- 104 км: Яраяха
- 105 км: Енъяхамал-Тарка

## Данные водного реестра
По данным государственного водного реестра России относится к Нижнеобскому бассейновому округу, водохозяйственный участок реки — Пур. Речной бассейн реки — Пур.
Код объекта в государственном водном реестре — 15040000112115300063047.